# Emanuel Edel
Emanuel Edel (geboren 26. Juni 1910 in Wien, Österreich-Ungarn; gestorben 28. Dezember 1991 in Wien) war ein österreichischer Arzt und Kommunist. 

## Leben
Emanuel Edel stammte aus kleinen Verhältnissen, er hatte einen Bruder, der in einem Konzentrationslager ermordet wurde, sein Vater starb 1939 in der Haft. Er studierte Medizin an der Universität Wien. Er wurde Mitglied im Verband Sozialistischer Studenten Österreichs. Im Februaraufstand 1934 wirkte er als Notfallarzt im Widerstandszentrum des Republikanischen Schutzbundes Fuchsenfeldhof und schloss sich nach der Niederlage der illegalen Kommunistischen Partei (KPÖ) an. Edel wurde 1934 promoviert und arbeitete danach als Krankenhausarzt. Anfang 1937 heiratete er die Zahntechnikerin Annie Schwarz (1912–2006), sie hatten eine Tochter. Im Februar 1937 ging er unter dem Namen „Emanuel Lustig“ nach Spanien zu den Internationalen Brigaden und war als Frontarzt tätig. Nach dem Sieg der Franquisten floh er nach Frankreich und geriet dort 1939 in Internierungshaft. Seine Frau, die ebenfalls in Spanien gewesen war, rettete sich nach England. Bis ins Jahr 1942 war Edel in den Lagern St. Cyprien, Gurs, Le Vernet und Septfond interniert. Er floh aus dem Spezialgefängnis des Vichy-Regimes in Castres und schloss sich unter dem Namen „Roger Dumaine“ den kommunistischen Francs-tireurs et partisans an. Im Januar 1945 ging er nach Jugoslawien, um das Österreichische Freiheitsbataillon im Verband der Jugoslawischen Volksbefreiungsarmee aufzubauen, das aber in der Endphase des Zweiten Weltkriegs nicht mehr zum Einsatz kam.
Nach Kriegsende wurde Edel im besetzten Österreich Polizeiarzt und war eine Zeitlang stellvertretender Chefarzt der Polizeidirektion Wien. 
Im Bundesverband österreichischer Widerstandskämpfer und Opfer des Faschismus war Edel Mitglied des Präsidiums. Er erhielt vom Jugoslawischen Staat 1975 eine Gedenkmedaille für Teilnehmer am jugoslawischen Volksbefreiungskampf.

## Schriften (Auswahl)
- Kapitel Flucht in die Freiheit, in: Jeanette Mayrhofer-Berger, René Berger, Mira Mayrhofer (Hrsg.): Moritz Margulies: Eine Kunde meiner Existenz: Briefe eines Widerstandskämpfers. Wien: Mandelbaum Verlag, 2022, ISBN 978385476-931-6, S. 146–168.